# Botucatu Futebol Clube
Maillots
Le Botucatu Futebol Clube est un club brésilien de football féminin basé à Botucatu.

## Palmarès
- Coupe du Brésil de football féminin
  - Finaliste : 2007 et 2009